# Paganisme
 (mars 2025).
Si vous disposez d'ouvrages ou d'articles de référence ou si vous connaissez des sites web de qualité traitant du thème abordé ici, merci de compléter l'article en donnant les références utiles à sa vérifiabilité et en les liant à la section « Notes et références ».
 (mars 2025).

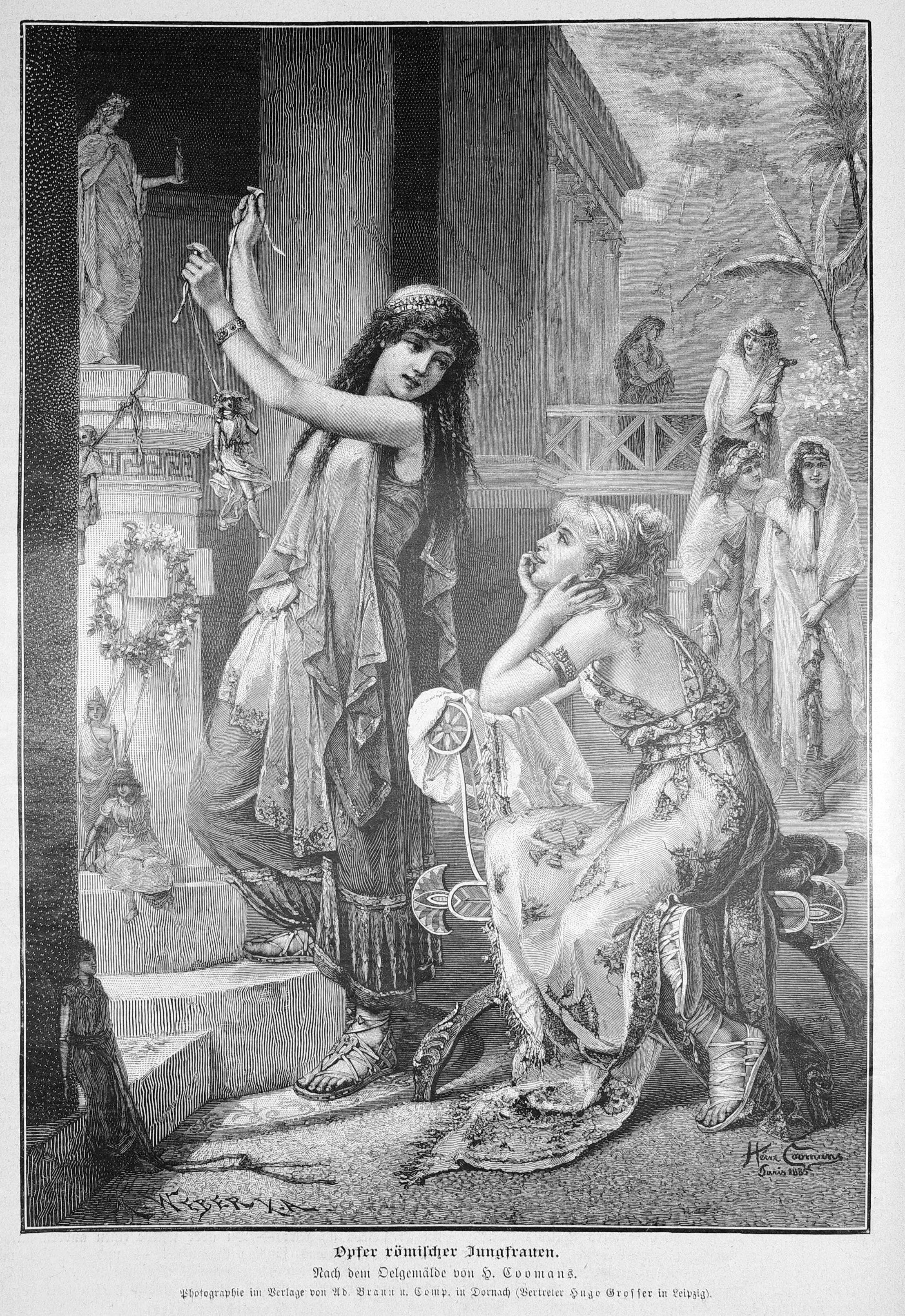
Représentation idéalisée de 1887 montrant deux jeunes filles romaines offrant un sacrifice à la déesse Vesta.

Le terme générique paganisme est employé depuis le IVe siècle par des chrétiens pour désigner la religion de ceux qui ne sont ni chrétiens ni juifs.

## Définition
Le paganisme désigne le polythéisme antique, auquel les gens des campagnes (latin, pagani) restèrent longtemps fidèles.
Il remonte au latin paganus : au IVe siècle, ce mot pouvait servir à désigner les habitants des campagnes par opposition à ceux des villes ou bien les civils par opposition aux militaires. Entre les IIe et IIIe siècles, le latiniste chrétien Tertullien opposait déjà les milites christi, les « soldats du Christ », aux pagani fideles, ceux qui restaient fidèles à leur pays, à leurs traditions et à leurs racines. Le terme a ensuite été adopté dans la littérature chrétienne. Même s'il y désigne toujours ceux qui ne sont pas chrétiens, son acception y est cependant ambiguë. Il est parfois employé de façon péjorative pour désigner ceux qui sont tenus pour être des ignorants, parfois de façon neutre pour désigner les philosophes grecs, parfois encore pour désigner des chrétiens jugés mal convertis ou tièdes dans leur foi. À partir de 370, des lois impériales regroupées au Ve siècle dans le code théodosien emploient le terme paganus pour désigner ceux qui pratiquent la magie, ceux qui sont considérés comme superstitieux ou dans l'erreur. Le terme a depuis conservé une connotation péjorative.

## Christianisme et paganisme
Les réformes de Constantin Ier (empereur romain) (de 310 à 337) établissent la liberté de culte tout en étant favorables aux chrétiens et à l'expansion du christianisme. En 312, Constantin met en place plusieurs réformes ayant pour effet de reconnaître au clergé chrétien le même statut que le clergé païen. Sous son règne a lieu le premier concile de Nicée en 325. Un demi-siècle plus tard, l'édit de Thessalonique (28 février 380), promulgué par les empereurs romains Théodose Ier et Gratien, fait du christianisme nicéen l'unique religion officielle.
De nombreux pères de l'Église (auteurs chrétiens du IIe au VIIIe siècle, et surtout des IVe et Ve siècle) [Lesquels ?] ayant écrit « contre les païens »[Quand ?][Quoi ?], le paganisme a eu une première existence sous forme de fiction littéraire[pas clair], comme s'il s'agissait de la religion de ceux qui ne sont pas chrétiens. Le paganisme tel qu'il a été exposé par les Pères de l'Église n'était cependant pas à proprement parler[Comment ?] une religion[non neutre] mais plusieurs entre autres choses, il s'agit plutôt de l'ensemble sans homogénéité des positions philosophiques et des croyances rejetées par les Pères de l'Église. Le paganisme est ainsi, dans l'antiquité tardive, une attitude combattue par des chrétiens[Lesquels ?] puis par les autorités[Lesquelles ?]. C'est surtout à l'époque moderne[Quand ?], avec l'essor de l'histoire des religions que le paganisme commence à être perçu et étudié comme une religion parmi d'autres. Le paganisme peut aujourd'hui[Quand ?] être revendiqué[Par qui ?] sous forme de néo-paganisme[Quoi ?], ou bien comme une position philosophique[Laquelle ?] comme l'a fait Marc Augé dans Le génie du paganisme.
Le mot paganus n'a pas son équivalent chez les écrivains chrétiens de langue grecque qui utilisent le terme moins péjoratif de « nations » ou « religions nationales » (ethnikoï) (calque de l'hébreu).
Il s'agit, dans presque tous les cas, du rejet de toutes les formes de comportement religieux pré-chrétien, principalement de tout polythéisme (antique), et assez vite de tout ce qui peut s'interpréter (de la part d'une orthodoxie chrétienne en devenir) comme une hérésie (Ethnophrones). Les païens sont de la sorte les populations à évangéliser, convertir et/ou combattre et soumettre : prosélytisme, Grande Mission, nouveau chrétien, nouvelle évangélisation (1979), croisade[pas clair].

## Histoire du concept

### Premiers emplois du motpaganusdans le sens de «non-chrétien»
La première attestation de l'emploi de ce terme pour désigner ceux qui ne sont pas chrétiens se trouve sur l'épitaphe de la tombe d'une enfant de Sicile, Julia Florentina, ayant vécu quelques mois durant les premières décennies du IVe siècle. L'épitaphe fait état de sa brève vie en indiquant qu'elle est née païenne (nata pagana), puis qu'à l'âge de 18 mois, quelques heures avant son dernier souffle, elle fut baptisée. L'épitaphe évoque ensuite la douleur des parents et l'inhumation par un prêtre dans un lieu où reposaient des martyrs. Ce que signale cette inscription à propos du terme paganus est que, selon un usage du début du IVe siècle, des gens naissent « païens », mais ils peuvent devenir chrétiens par le baptême.
Au milieu du IVe siècle, Marius Victorinus est le premier auteur chrétien à employer le terme paganus en son sens nouveau. Alors qu'il commente un passage de la lettre de Paul aux Galates où il est question des Juifs et des Grecs, Marius Victorinus précise : « les Grecs, c'est-à-dire les païens (apud Graecos, id est apud paganos) ». À cette époque, ceux qui sont désignés comme « les Grecs » sont les anciens philosophes dont les œuvres sont à la base de toute éducation littéraire. Marius Victorinus identifie ainsi les païens aux hommes unanimement reconnus comme comptant parmi les plus savants de l'histoire. Au VIIe siècle, Isidore de Séville reprendra cette idée en proposant une étymologie fantaisiste du terme païen. Il affirme que paganus vient du grec pagos, comme dans Aréopage. Le nom pagos aurait ainsi, selon Isidore, désigné les habitants d'Athènes. Mais en fait, dans Aréo-pagos, le grec pagos signifie simplement « colline », l'Aréopage étant la « colline d'Arès ». Le terme paganus vient quant à lui du latin pagus qui désignait les paysans ou ce qui est de la campagne, et certainement pas les habitants d'Athènes. Augustin d'Hippone écrit pour sa part qu'il nomme païens : « les adorateurs de la multitude des faux dieux ». Orose considère tout simplement que les païens sont des paysans.
Pour ce qui concerne les textes législatifs, le terme apparaît en premier lieu dans une loi promulguée en 370 par l'empereur Valentinien, il est ensuite assez fréquemment employé dans un ensemble de lois religieuses promulguées de 381 à 423 et regroupées dans le livre XVI du code de Théodose. Selon ces lois, les païens sont ceux qui pratiquent la magie, qui sont considérés comme superstitieux ou dans l'erreur.

### Débats étymologiques
L'origine du terme paganus est sujette à discussion dans les milieux de la recherche. Pour certains, paganus signifiait « civil », pour d'autres, « paysan ».
Dans le premier cas, les chrétiens se considèrent comme des soldats du Christ (les païens étant alors ceux qui sont exclus de cette armée). En effet, le terme païen est dérivé du latin tardif paganus, dérivé lui-même du latin classique pagus qui signifiait à l'origine « région délimitée par des repères », paganus en était également venu à signifier « de ou se rapportant à la campagne », « paysan », « villageois » ; par extension, « rustique », « inculte », « rustre» ; dans le jargon militaire romain, ce terme était utilisé pour désigner les 'non-combattants', 'civils', 'soldats non qualifié'. Il est lié à pango ou pangere (« enfoncer », « fixer », « attacher » ou « apposer »), et vient finalement de l’indo-européen commun *pak- (« solide, fixe »), apparenté ou dérivé de pango et signifiant proprement « borne fichée en terre », de là « territoire délimité par des bornes, district, circonscription territoriale rurale ».
Paganus a probablement acquis son sens dans la nomenclature chrétienne via le jargon militaire romain. Les premiers chrétiens ont adopté des motifs militaires et se sont vus comme milites christi (soldats du Christ). Tertullien (v.150~v.230) valorise les milites christi, « les soldats du Christ, les chrétiens » contre les pagana fides « ceux qui croient au pays, les fidèles de la religion impériale ». C'est la référence morale de l'« Opus Dei » catholique, de l'« Armée du Seigneur » orthodoxe et de l'« Armée du salut » protestante, ainsi que des anciens ordres de moines-soldats.
Dans le second cas, les chrétiens sont identifiés aux citoyens romains vivant en collectivité et « paganus ou paganos », dans le sens d'« homme du pays », d'« indigène » en dehors des limites de la communauté chrétienne et conservant les religions antérieures, apparaît dans la langue littéraire à la fin du IVe siècle. Le premier auteur à utiliser paganus est Marius Victorinus. Paganus fonctionne toujours en rapport d’opposition à l'idée d'association, de collectivité, de communauté, et c’est à travers cela qu’il faut chercher l’origine du sens médiéval de païen. D'ailleurs, le paganisme n'était pas spécifiquement rural et il est resté longtemps bien ancré dans les villes et fort répandu dans les élites intellectuelles. C'est le cas en particulier à Rome où le Sénat était encore à majorité païenne sous Théodose Ier. Ce n'est donc pas au sens de « paysan » que paganus a été utilisé dans le domaine religieux. Jusqu'à une époque assez tardive, une bonne partie du clergé chrétien des régions occidentales est d'origine orientale et souvent rurale : grecque, syrienne, égyptienne, et paganus ne semble donc pas s’opposer pas à urbanus et n’est pas un synonyme de rusticus. Le terme n’a rien à voir avec le monde paysan, sauf en de rares cas, comme chez Paul Orose. À la suite du sac de Rome de 410 par les Wisigoths un peu plus de quinze ans après les persécutions chrétiennes du paganisme sous Théodose Ier, les païens considérèrent alors que l’avènement du christianisme était à l’origine de la chute de la cité. En réponse, Augustin d'Hippone écrivit De civitate Dei contra paganos (La Cité de Dieu contre les païens). Il y oppose la « cité de l'homme » déchue à la « cité de Dieu » dont tous les chrétiens sont finalement citoyens. Par conséquent, les envahisseurs étrangers n'étaient « pas de la ville » ou « ruraux ».
Philastrius utilise ce terme en donnant une explication qui confirme qu’à la fin du IVe siècle « Paganus » est un équivalent d’« Hellène » (terme par lequel les Grecs de Byzance désignaient leurs ancêtres polythéistes, alors qu'eux-mêmes se définissaient comme Rhômaioi : « Romées », signifiant : « Romains chrétiens »). Chez saint Augustin, on trouve un rapprochement entre « pagani » et « gentiles », mais en général l’évêque d’Hippone emploie paganus sans explication, pour désigner les non-chrétiens. Dans le code de Théodose II, empereur romain d'Orient, en (409), païen remplace définitivement l'ancien terme de « gentils », pour désigner toutes les croyances non-chrétiennes.

## Le néopaganisme
Il y a tendance actuellement[Quand ?] à confondre, volontairement ou non, le « paganisme » ou religion des Gentils avec diverses tendances religieuses hétéroclites actuelles[Lesquelles ?].
Le paganisme dont parlaient les pères de l'Église désignait notamment la religion de la Rome antique et celle de la Grèce, similaires en plusieurs points à l'hindouisme actuel. La religion romaine, basée sur la Pietas, la Devotio, la Fides, la Virtus, l'Amor generis humani, la Castitas, la Dignitas, le Ius[Quoi ?], le Sacrum, le Fas et le Nefas, le culte des ancêtres intercesseurs, croyant en des forces invisibles, universelles, bienfaisantes et immortelles qui dirigent le monde et que l'on sait se rendre favorables par la prière (prex), ou par une offrande (dont on se prive soi-même) et qui sont appelées sous le nom de Divi (les Saints ou les Dieux), desservie par un clergé de flamines, d'arvales et de vestales et par des collèges sacerdotaux de pontifes est tout à fait aux antipodes de ce que certains mouvements actuels[Lesquels ?] désignent sous le nom de paganisme. Il n'est d'ailleurs pas erroné de dire que les religions romaines ont déteint sur le catholicisme naissant.
On peut néanmoins noter que la « religion des Gentils » se résumait à la vision qu'avaient les juifs et les premiers chrétiens des autres religions, c'est-à-dire pour l'essentiel à cette époque les religions grecque, romaine, gauloise, germanique et égyptienne. On ne saurait donc limiter le monde à la perception qu'en avaient les juifs et les premiers chrétiens.
À l'heure actuelle[Quand ?], le terme désigne toute résurgence des anciennes religions de l'Europe pré-chrétienne. La déchristianisation dans les pays occidentaux s'accompagne en effet de la renaissance ou de l'apparition de courants religieux ou philosophiques très divers[Lesquels ?] et souvent désignés par le terme générique « néopaganisme ».
On pourra citer à titre d'exemple de religion néo-païenne, l'Ásatrú, signifiant littéralement « foi, croyance en les Æsir » en islandais moderne. Ce courant a été reconnu comme une religion à part entière en 1973 en Islande, en 2003 au Danemark.
Il peut aussi s'agir de « religions naturelles », c'est-à-dire basées sur le culte de la Nature, ou Cosmos, réalité englobante sacrée d'où proviennent les dieux et les hommes et au sein de laquelle dieux et hommes évoluent et se rencontrent dans un rapport différencié, mais en l'absence de toute transcendance ou de tout commencement absolu. Les dieux et les autres entités spirituelles sont immanents au monde et à l'homme qui participe souvent d'ailleurs de ce domaine sacré par son origine ou une part de sa constitution.
Dans le domaine philosophique, on considère[Qui ?] souvent que la pensée de Nietzsche est un des fondements du néopaganisme car directement opposée au judéo-christianisme, bien que Nietzsche n'ait voulu fonder aucune religion ni idéologie.
La crédibilité du néopaganisme a souffert de ce qu'au début du XXe siècle, il a été utilisé par les idéologies fasciste et nazie, dans des pays de culture chrétienne, comme un moyen de lutte contre le christianisme par le biais du culte de la force, de la virilité, du chef, de l'État[réf. nécessaire] : autant de cultes condamnés par les encycliques Non abbiamo bisogno en 1931, contre le culte de l'État fasciste (le pape avait cependant accepté un concordat avec Mussolini lors des accords du Latran du 11 février 1929) et Mit brennender Sorge en 1937, contre le culte du chef et de la race.
Aujourd'hui, les néopaganismes sont surtout par exemple, des courants de pensée « New Age », tout comme des renaissances druidiques ou des cultes germaniques, indépendants et indifférents au judéo-christianisme.

## La résurrection de l'hellénisme

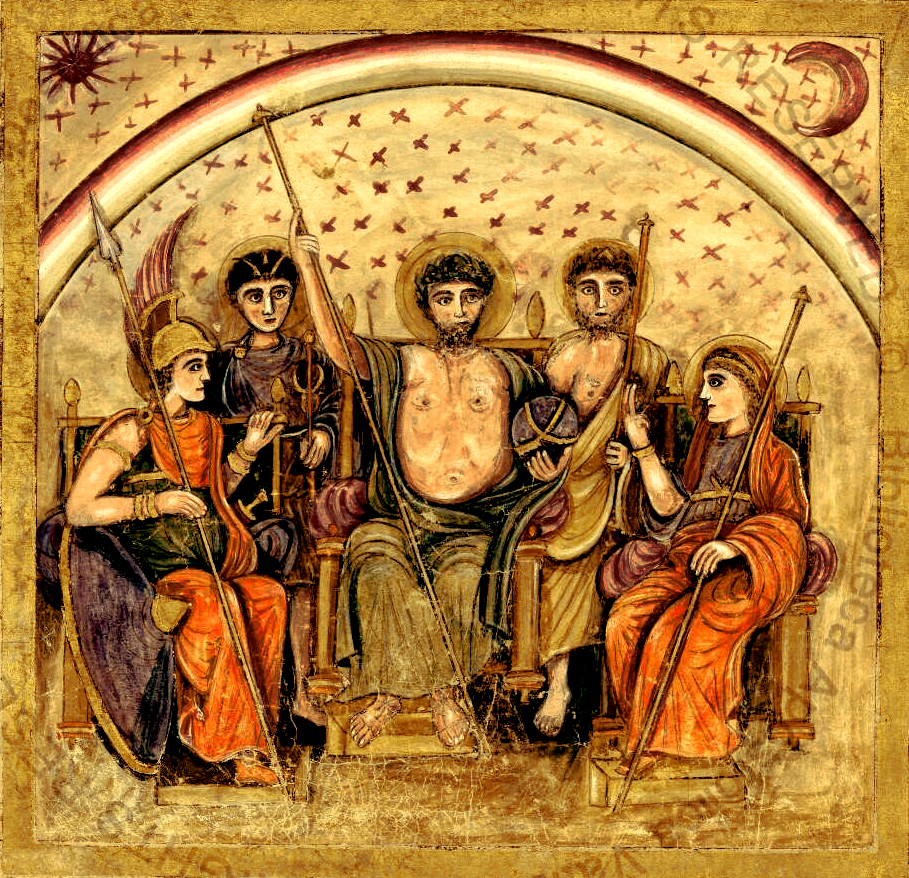
Assemblée des Dieux.
Illustration du codex Vergilius romanus, folio 234, Ve siècle ou VIe siècle, Bibliothèque apostolique vaticane.

Selon les porte-parole du mouvement « Ellinaïs », le seul paganisme authentique, ayant survécu en Grèce et se redéveloppant aujourd'hui, serait celui des Έλληνες / hellines (« Hellènes », désignant les rares Grecs restés fidèles aux dieux de l'Olympe, à l'époque où les autres Grecs, christianisés et sujets de l'Empire byzantin, se définissaient comme Ρωμαίοι / romaíoi, « Romées », qui a donné « Roumis » chez les Turcs). Ρωμαίοι / romaíoi, « Romées » vient du nom officiel de l'Empire byzantin : Ρωμανία / rômanía, « Romania »). Mais ces Έλληνες / hellines, « Hellènes », devenus esotériques et clandestins, n'ont jamais dépassé quelques milliers d'initiés avant le XXe siècle. « Ellinaïs » actuellement revendique 150 000 fidèles, mais selon la police grecque, ils seraient une trentaine de milliers au plus. Le mouvement réclame à l'État grec sa reconnaissance officielle comme culte, au même titre que les autres. Une jurisprudence récente les considère comme un mouvement religieux légal devant les tribunaux. La grande prêtresse de ce culte, Doreta Pepa, considère que la religion grecque antique a été persécutée depuis 1 600 ans par la religion chrétienne, qu’il n’est que justice que le culte soit exercé dans les anciens temples, et que les « présentations au temple» (correspondant au « baptême », cérémonie n'existant pas dans l'ancien hellénisme), mariages et funérailles olympiens soient reconnus comme actes juridiques. Pour faire admettre cela, elle a porté plainte contre l'État grec devant la Cour internationale de justice.
En revanche, selon la plupart des historiens hellénistes actuels, ainsi que selon les autorités et l'Église orthodoxe grecque (98 % de la population), le mouvement des « Hellènes » serait en fait un « hellénisme » réinventé moderne et d'origine savante, déconnecté des traditions historiques antiques, ne donnant aucune preuve crédible d'une survie clandestine de l'ancienne religion hellénique, et à considérer comme une secte. La principale raison avancée par le gouvernement pour refuser l’ouverture des sites religieux antiques au culte olympien moderne est la protection du patrimoine historique. L'administration des monuments historiques s'oppose, par exemple, à ce que les « Hellènes » pratiquent leurs rituels dans des sites comme le temple de Zeus olympien d'Athènes, où ils veulent fêter le nouvel an antique selon un calendrier commençant en 776 avant notre ère. Malgré cela, le côté « exotique » et spécifiquement grec de ce culte olympien, dit aussi « dodécathéiste » (qui voue un culte à douze dieux), lui donne dans les médias grecs un côté sympathique qui le rend attractif pour de nouveaux adeptes.

## Autres paganismes
De nos jours, on qualifie aussi de paganisme, du moins avec le regard de la culture chrétienne, des religions lointaines qui n'ont jamais participé à la fondation du mot, comme l'hindouisme.
Dans le cadre de la mondialisation, les mouvements néopaïens modernes ont fait leur jonction en 1998 avec les autres religions polythéistes, au sein du Congrès mondial des religions ethniques (WCER), et espèrent être reconnus. À une époque où l'islam se développe en Europe, où le catholicisme est de plus en plus rejeté, l'évangélisme de plus en plus accepté, la situation est désormais totalement différente, et remet en question les équilibres établis depuis le XIXe siècle.
La question de la transformation des temples païens anglais en églises, d’après les instructions de Grégoire le Grand à la fin du VIe siècle, permet de réfléchir au concept de païen. Le terme « paganus » ne se trouve que dans le registre des lettres du pape où, clairement pagani est synonyme de gentiles. Grégoire ne considère pas les païens forcément d’une façon négative. À l'époque carolingienne, la correspondance d’Alcuin révèle un réel souci chez le conseiller de Charlemagne pour la conversion des païens. Lors des campagnes militaires contre les Saxons, il préconise toujours la persuasion, rappelant à plusieurs reprises qu’on ne saurait donner la foi à un païen par la violence. Mais dans les faits il ne fut guère suivi et cela n'empêcha pas en 785 Charlemagne de promulguer le capitulaire De partibus Saxoniæ : les païens doivent se convertir sous peine de condamnation à mort[réf. à confirmer].

## Polythéisme en Arabie
La péninsule arabique a connu plusieurs religions polythéistes avant que les populations locales ne se convertissent au judaïsme, au zoroastrisme ou au christianisme, puis à l'islam. Les spécialistes distinguent trois groupes importants dans l'Arabie méridionale, centrale et septentrionale. Dans le Coran, plusieurs divinités de cette époque sont mentionnées, parmi lesquelles Quzeh, Al-'Uzzā, Wadd (l'Amour), Amm, Yagût, Nasr ; elles sont considérées comme des idoles ou assimilées aux djinns. Cependant, tous les Arabes n'étaient pas des païens : les communautés israélites et chrétiennes (notamment nestoriennes) étaient nombreuses en Arabie, et Mahomet a d'ailleurs tenu à leur accorder un statut de dhimmis.
Il existait différents cultes des morts chez les Arabes, mais ils sont mal connus. Les tombeaux étaient des lieux saints, de rituels de vénération ou propitiatoires. La Ka'ba était déjà vénérée par certains Arabes païens et elle devint par la suite le lieu de pèlerinage principal de l'Islam lors du Hajj, un des cinq piliers de l'islam.